# Tschreschnievetz
Rodbina Tschreschnievetz (ali Črešnjevec) je stara slovenska plemiška rodbina avstrijskih korenin. Prve omembe na Slovenskem so iz leta 1164, ko se rodbina imenuje kot gospodje Črešnjevski (Herr von Kerschbach), kasneje kot vitezi Črešnjevski (Ritter von Kerschbach). Zadnja omemba Črešnjevskih je iz 14. stoletja.
Priimek Črešnjevec je v krstnih maticah na območju današnje Slovenije prisoten tudi po 19. stoletju, vendar ni izkazano, da gre za potomce omenjene plemiške rodbine.

## Zgodovina
V listini iz leta 1164 je kot priča ob odstopu nekaterih posesti štajerskega mejnega grofa Otokarja v roke šentpavelskega samostana omenjen Friderico de Kersbach (Kerschbach).
Kasneje se prav tako med pričami v listini iz leta 1213, ko je Ortolf s Planine podelil svoji soprogi Gerbergi grad Podsredo, omenja H. de Chirsdorf, leta 1263 pa se dominus Guntherus de Cherspach v spremstvu Friderika Ptujskega ob ustanovitvi samostana v Studenicah. Zadnja omemba Čresnjevskih je iz leta 1337, ko so bratje Ditmar, Hoholt in Eberhard Čresnjevski omenjeni v zvezi s prodajo nekega zemljiškega imetja.

## Sodobna raba priimka
Priimek Črešnjevec trenutno v Sloveniji uporablja 16 oseb.
Glede na krstne matice za župniji Ljutomer in Miklavž pri Ormožu, so bili v 19. in zgodnjem 20. stoletju Črešnjevci med drugim posestniki.
1. ↑  »Krstna knjiga / Taufbuch - 01298 | 086 Ljutomer | Nadškofija Maribor | Slovenia | Matricula Online«. data.matricula-online.eu. Pridobljeno 27. septembra 2023.
2. ↑  »Krstna knjiga / Taufbuch - 01296 | 086 Ljutomer | Nadškofija Maribor | Slovenia | Matricula Online«. data.matricula-online.eu. Pridobljeno 27. septembra 2023.
3. ↑  »Krstna knjiga / Taufbuch - 01298 | 086 Ljutomer | Nadškofija Maribor | Slovenia | Matricula Online«. data.matricula-online.eu. Pridobljeno 27. septembra 2023.
4. ↑  »Krstna knjiga / Taufbuch - 01296 | 086 Ljutomer | Nadškofija Maribor | Slovenia | Matricula Online«. data.matricula-online.eu. Pridobljeno 27. septembra 2023.
5. ↑  »Krstna knjiga / Taufbuch - 03415 | 225 Sv. Miklavž pri Ormožu | Nadškofija Maribor | Slovenia | Matricula Online«. data.matricula-online.eu. Pridobljeno 27. septembra 2023.